# Drzewik
Plasmopara viticola – gatunek lęgniowca z rodziny wroślikowatych. W polskiej literaturze znany pod nazwą drzewik lub drzewnik.

## Systematyka i nazewnictwo
Pozycja w klasyfikacji według Index Fungorum: Plasmopara, Peronosporaceae, Peronosporales, Peronosporidae, Peronosporea, Incertae sedis, Oomycota, Chromista.
Po raz pierwszy zdiagnozowali go w 1848 r. M.J. Berkeley i M.A. Curtis) nadając mu nazwę Botrytis viticola. Obecną, uznaną przez Index Fungorum nazwę nadali mu Augusto Napoleone Berlese i Giovanni Battista de Toni w 1888 r.
Synonimy:

- Botrytis viticola Berk. & M.A. Curtis 1848
- Peronospora viticola (Berk. & M.A. Curtis) de Bar 1863
- Plasmopara amurensis Prots 1946
- Plasmopara viticola f. aestivalis-labruscae Săvul. 1951
- Plasmopara viticola f. sylvestris Săvul. (1951
- Plasmopara viticola f. viniferae-ampelopsidis Săvul. 1951
- Plasmopara viticola (Berk. & M.A. Curtis) Berl. & De Toni 1888) f. viticola
- Plasmopara viticola var. americana N.P. Golovina 1955
- Plasmopara viticola var. amurensis N.P. Golovina 1955
- Plasmopara viticola var. parthica N.P. Golovina 1955
- Plasmopara viticola (Berk. & M.A. Curtis) Berl. & De Toni 1888) var. viticola
- Rhysotheca viticola (Berk. & M.A. Curtis) G.W. Wilson 1907

## Charakterystyka
Jest pasożytem winorośli żyjącym wewnątrz jej tkanek. Przez aparaty szparkowe wypuszcza strzępki zakończone konidiami. Konidia są roznoszone przez wiatr i trafiając na suche tkanki wrastają w nie, a trafiając na warunki wilgotne wytwarzają zoospory. Choroba wywoływana przez drzewika to mączniak rzekomy winorośli. 
Rozmnażanie płciowe przebiega na drodze oogamii. Proces ten zachodzi wewnątrz blaszki liściowej winorośli i jest poprzedzony wytworzeniem na strzępkach organów płciowych: lęgni i plemni. Zapłodnienie polega na połączeniu się jądra męskiego z jądrem żeńskim. Jądro męskie jest przenoszone z plemni do lęgni za pomocą strzępki zapładniającej. W czasie opisanego procesu trwa dikariofaza. Powstała w ten sposób oospora może zimować lub w łagodnym klimacie już jesienią tworzyć twór przypominający grzybnię. Zwykle kiełkuje wiosną, przy temperaturze 10 °C w wilgotnej glebie. Na szczycie strzępki powstaje makrosporangium uwalniające zwykle 8–20 (czasem do 60) zoospor, które są w stanie w wilgotnych warunkach infekować rośliny przez aparaty szparkowe. Wewnątrz liścia zoospory kiełkują w plechę, która przerasta jego tkanki i wytwarza kolejne zoospory.
|  |  |  |